# Concílio de Constantinopla (867)
O Concílio de Constantinopla de 867 foi convocado pelo patriarca de Constantinopla Fócio para tratar de diversos assuntos relativos às disputas com a Igreja ocidental, como a primazia papal, as relações do papa com Reino da Bulgária e o uso da cláusula Filioque.

## Contexto
Pelo menos três concílios (867, 869, 879) foram realizados em Constantinopla para discutir a deposição do patriarca Inácio pelo imperador bizantino e a posse de Fócio em seu lugar. O papa, em desacordo, realizou um sínodo em Latrão em 863 que reverteu a decisão da Igreja oriental e do imperador, o que foi visto no oriente como uma intervenção inaceitável do papa de Roma. No concílio, Nicolau tentou remover Fócio e reconduzir Inácio ao cargo por sua própria autoridade. Assim, o papa estaria também intervindo em questões relativas à autoridade imperial, além da autoridade das outras igrejas orientais, seus próprios concílios e poderes, o que eles entendiam estar fora da jurisdição romana.
O papa Nicolau I estava intervindo na escolha de patriarcas em jurisdições diferentes da sua (patriarcas que supostamente eram iguais a ele) e no processo de confirmação de suas escolhas. No período inicial do cristianismo - e na destes concílios - não havia outros patriarcas no ocidente, exceto o o de Roma, enquanto que os outros quatro estavam no oriente (os patriarcas de Antioquia, Jerusalém, Alexandria e o de Constantinopla).
O concílio de 867 depôs o papa, declarou um anátema sobre ele e o excomungou. Além disso, as alegações romanas de primazia, seus contatos com a Bulgária e o uso da Filioque foram também condenados

## Eventos posteriores
O concílio de 867 foi seguido pelo Concílio de Constantinopla de 869, que depôs Fócio e o excomungou, reinstalando Inácio. O Concílio de Constantinopla de 879 então restaurou as conclusões do Concílio de 867 e reconduziu Fócio ao cargo. A Igreja Católica rejeita os concílios de 867 e 879, mas aceita o concílio de 869, enquanto que a Igreja Ortodoxa rejeita o de 869, aceitando os outros dois.